# Kapıkaya, Sarıcakaya
Kapıkaya là một xã thuộc huyện Sarıcakaya, tỉnh Eskişehir, Thổ Nhĩ Kỳ. Dân số thời điểm năm 2011 là 324 người.